# Angelfish
Angelfish byla skotská hudební skupina hrající alternativní rock. Vytvořili ji někteří ze členů rozpadlé kapely Goodbye Mr. Mackenzie - Shirley Mansonová, Martin Metcalfe, Fin Wilson a Derek Kelly.
Tato skupina prorazila díky hitu „Suffocate me“. Tento hit a hlavně zpěvačka Shirley Mansonová zaujaly hudebního producenta Steva Markera, který v té době pracoval s Butchem Vigem na novém projektu. Chtěl pro něj získat právě Shirley, a to se mu také povedlo. Společně tak založili kapelu Garbage, což vedlo k rozpadu Angelfish. Zbylí tři členové původní kapely založili Isa & the Filthy Tongues a v roce 2006 vydali debutové album.

## Diskografie

### Alba
| Rok  | Album     | Vydavatel               |
| ---- | --------- | ----------------------- |
| 1994 | Angelfish | Radioactive Records/MCA |

### Singly and EP
| Rok  | EP/Singl                   | Vydavatel                  |
| ---- | -------------------------- | -------------------------- |
| 1993 | Suffocate Me EP            | Wasteland/Caroline Records |
| 1994 | "Heartbreak to Hate" Singl | Radioactive Records/MCA    |